# Clarisse Crémer
Pour les articles homonymes, voir Cremer.
Clarisse Crémer, née le 30 décembre 1989 à Paris, est une navigatrice professionnelle française qui pratique la course au large en solitaire à bord de différents voiliers monotypes. Après des débuts professionnels dans le marketing, elle décide de faire de la voile, qui était jusque là un hobby, une activité à temps plein. À bord d'un bateau de la classe Mini, elle gagne en 2017 avec Erwan Le Draoulec la Mini-Fastnet puis, en solitaire, remporte la Transgascogne avant de terminer 2e de la Mini Transat en bateau de série. Après une saison sur un monotype Figaro, elle prend en 2019 la barre de l'Imoca Banque populaire X, avec lequel elle termine 12e au Vendée Globe 2020-2021 en 87 jours 2 heures et 24 minutes, signant ainsi la meilleure performance féminine de l'histoire de cette course après Ellen MacArthur arrivée 2e au Vendée Globe 2000-2001. En 2023, après sa maternité, son sponsor Banque populaire choisit de l'écarter. C'est avec un nouveau sponsor, L'Occitane en Provence, que Clarisse Crémer effectue son deuxième Vendée Globe en 2024, dont elle termine à la 11e place.

## Biographie

### Jeunesse, débuts dans l'entrepreneuriat
Née le 30 décembre 1989 à Paris, Clarisse Crémer grandit en Île-de-France. Elle est l'arrière-petite-fille de Victor Chatenay, homme politique français, sénateur, député et maire d'Angers de 1947 à 1959. Elle découvre la régate à 15 ans en participant aux régates du trophée des Lycées, mais ce n'est qu'à HEC qu'elle va vraiment s'y adonner. Présidente du Club de voile d'HEC, elle participe au Tour de France à la voile de 2010. À partir de 2011, elle suit les deux projets de son compagnon, Tanguy Le Turquais, qui participe aux Mini Transats de 2013 et 2015.
Elle sort diplômée d'HEC en 2013. L'année suivante, elle fonde avec son frère la société Kazaden, « un site Internet qui permet de réserver des séjours outdoor ».

### 2015 - 2017: mini Transat, premiers pas dans la course au large

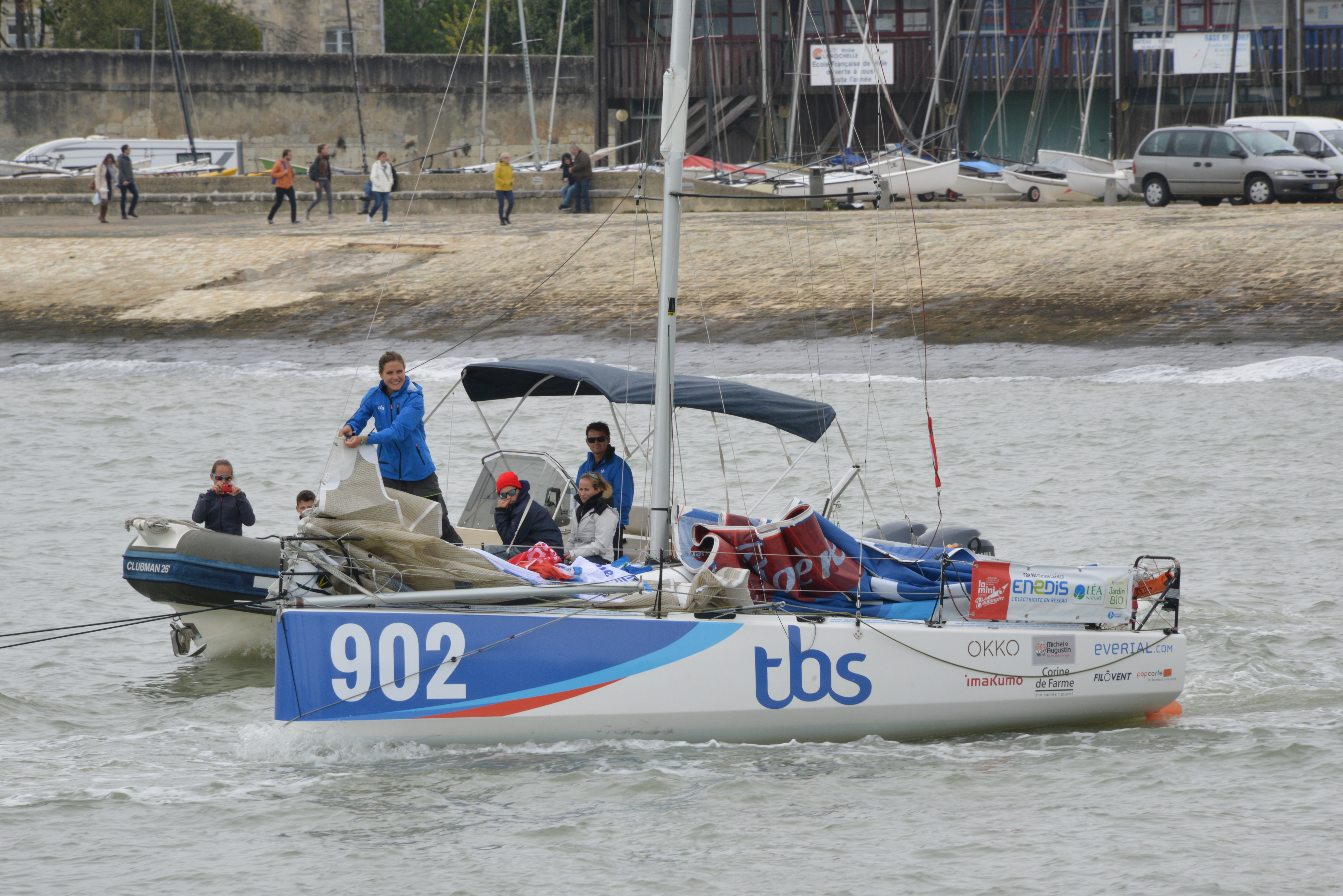
Clarisse Crémer sur son classe 6,50 de type Pogo 3 remorqué vers la ligne de départ lors de la Mini-Transat de 2017 qui doit l'amener aux Antilles.

En 2015, elle s'installe en Bretagne, à Locmiquélic dans le Morbihan. Elle devient consultante à son compte en stratégie digitale et webmarketing, au sein du réseau La Colloc, à Lorient.
En parallèle elle enchaîne les régates de la classe Mini pour se préparer à la Mini Transat, une course à la voile qui s'effectue à bord de petits voiliers de course de 6,50 mètres de long. Cette régate, qui part de La Rochelle et se termine aux Antilles, est considérée comme le passage obligé pour tout navigateur aspirant à devenir un professionnel de la course au large. Pour financer son projet, elle lance avec des amis une campagne marketing en tournant des petits sketches (« Clarisse sur l'Atlantique ») où elle partage avec humour sa quête d'un premier sponsor puis ses différentes aventures maritimes[réf. nécessaire]. Cette campagne lui procure les financements souhaités.
En juin 2017, elle gagne avec Erwan Le Draoulec la Mini-Fastnet. En août, elle remporte en solitaire la Transgascogne. En octobre, elle s'aligne au départ de la Mini Transat. Elle termine 2e en Série sur son Pogo 3 derrière son ancien coéquipier Erwan Le Draoulec.

### 2018 - 2019: entrée dans le circuit professionnel
Elle entre en 2018 dans le circuit de régate des Figaro, un monotype de 9,10 mètres de long. Elle participe en double, avec Tanguy le Turquais, à la Transat AG2R La Mondiale qui se déroule entre Concarneau et Saint-Barthélemy dans les Antilles françaises. Ils arrivent 14e. En 2019, Crémer passe navigatrice professionnelle à plein temps. Elle prend alors le départ de la Solitaire du Figaro. Elle affronte les plus grands noms de la voile : Michel Desjoyeaux, Alain Gautier, Loick Peyron, Armel Le Cléac'h… Elle termine 29e sur 47 concurrents.

### Vendée Globe 2020-2021

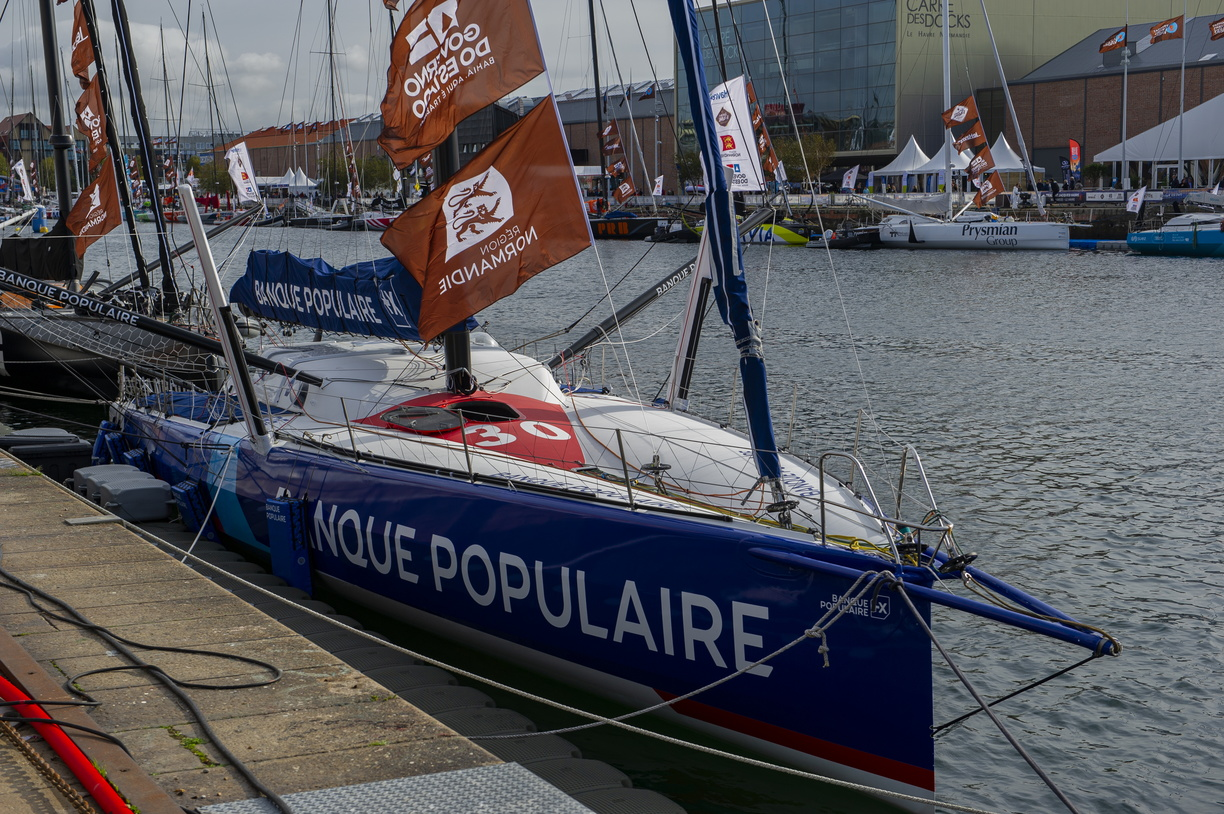
L'Imoca Banque populaire X à bord duquel Clarisse Crémer effectue le Vendée Globe 2020.

Sa carrière prend un tour inattendu en novembre 2018, ou elle est contactée par le Team Banque populaire qui cherche pour le prochain Vendée Globe une navigatrice de moins de 30 ans compatible avec ses valeurs, pour occuper le terrain médiatique qu'elle a délaissé durant la préparation du futur maxi-trimaran d'Armel Le Cléac'h. Le responsable de l'équipe Banque Populaire (Ronan Lucas) lui propose de participer au prochain Vendée Globe. Son sponsor lui confie l'Imoca Banque populaire X, l'ancien Macif à la barre duquel François Gabart a remporté le Vendée Globe 2012-2013 et la Route du Rhum 2014. En 2015, le bateau est devenu SMA ; passé aux mains de Paul Meilhat, il a remporté la Route du Rhum 2018,,,.
Le Team Banque Populaire confie Crémer à un formateur chevronné : Armel Le Cléac'h ; il a remporté la précédente édition et est l'un des marins de la course au large les plus expérimentés. L'objectif est d'aguerrir Crémer pour le Vendée Globe 2020-2021. Les 3 et 4 août 2019, Crémer et Le Cléac'h courent en duo la Fastnet Race. Ils terminent à la 3e place de la classe Imoca, bon résultat à bord d'un bateau de 2011 à dérives droites. Les deux navigateurs courent ensemble la Transat Jacques-Vabre 2019. Ils terminent 6es, et à la première place des bateaux à dérives droites.
Le 8 novembre 2020, elle prend le départ de la neuvième édition du Vendée Globe. Elle termine la course en douzième position le 3 février 2021, après 87 jours 2 heures 24 minutes et 25 secondes en mer, signant ainsi  le meilleur temps féminin de l'histoire du Vendée Globe, tout en rappelant à l'arrivée que « la voile est un sport mixte ».

#### 2024: Soupçonnée de triche, le jury international la réhabilite
Le 13 février 2024, la Fédération française de voile annonce l'ouverture d'une enquête concernant des soupçons de triche lors de ce Vendée Globe 2020-2021suite à une dénonciation anonyme. Deux jours plus tard, les noms de Clarisse Crémer et son mari Tanguy Le Turquais sont révélés. Tanguy Le Turquais l’aurait aidée à faire sa navigation et son routage depuis la terre, en lui envoyant différentes informations via l’application cryptée WhatsApp, alors que cela est interdit par le règlement de la course, celle-ci se déroulant sans assistance. Le 4 mars 2024, le jury international du Vendée Globe indique que Clarisse Crémer n'a pas triché et n'a pas reçu d'assistance météo de Tanguy Le Turquais.

### Objectif Vendée Globe 2024
Après le Vendée Globe de 2020, Banque populaire X est vendu à Benjamin Ferré. Clarisse Crémer se retrouve sans bateau. En mai-juin 2021, l'espace d'une Ocean Race Europe, la jeune femme découvre la navigation en foiler, en rejoignant l'équipage du Linked Out de Thomas Ruyant. En novembre, elle ne peut participer à la Transat Jacques-Vabre 2021. Le 29 novembre, le Team Banque populaire annonce qu'il acquiert un foiler de 2019, le très performant Apivia de Charlie Dalin, qui deviendra Banque populaire XII, confié à Clarisse Crémer. Dalin garde le bateau encore un an, jusqu'à la Route du Rhum 2022. Crémer le prend en mains à l'issue de cette course.
La navigatrice est en manque de compétition pour cause familiale ; selon les dispositions de cette course, il lui faudrait des milles qualificatifs pour le Vendée Globe 2024-2025. Le 8 février 2022, le Team Banque populaire révèle qu'il va louer l'Imoca à dérives droites de Tanguy Le Turquais (l'ancien Groupe Apicil de Damien Seguin), qui est son mari, pour permettre à Crémer de participer à deux courses : la Bermudes 1000 Race en mai, et la Vendée-Arctique-Les Sables-d'Olonne en juin (cette dernière étant qualificative pour le Vendée Globe). Le bateau revêtira donc pour quelques semaines les couleurs de la Banque populaire. Le Turquais le retrouvera ensuite pour courir en novembre la Route du Rhum 2022, qui lui permettra d'engranger lui aussi des milles en vue du Vendée Globe.
Clarisse Crémer « attend un heureux événement pour la fin de l'année » 2022 ; c'est Nicolas Lunven qui barre le Banque populaire provisoire dans les deux courses du printemps 2022.

#### 2023: écartée du Vendée Globe pour cause de maternité
Clarisse Crémer accouche en novembre 2022. Le 2 février 2023, le Team Banque Populaire annonce se séparer de Clarisse Crémer pour confier son nouvel IMOCA à un autre skipper pour le Vendée Globe.
Pour l'édition 2024, les règles de qualifications pour le Vendée Globe ont évolué et nécessitent désormais que les concurrents et concurrentes parcourent un nombre minimal de courses dans le circuit officiel IMOCA pour se qualifier. Clarisse Crémer ne pouvant, pour raison de maternité, concourir dans des courses qualificatives pour le Vendée Globe, entre l'été 2022 et l'été 2023, le Team Banque Populaire  « décide que cela représente pour eux un risque qu'ils ne souhaitent finalement pas courir », d'après Clarisse Crémer.
Banque Populaire souhaite prioritairement sécuriser sa place dans cette course en choisissant un autre skipper. Clarisse Crémer critique publiquement ce choix ainsi que sa motivation, soulignant le frein pour l'insertion des femmes dans le sport de haut niveau : « Ils [Banque Populaire] sont prêts à assumer le risque d’un trimaran géant, et tous les aléas naturels, techniques et humains liés à la course au large, mais visiblement pas celui de la maternité »,,. Devant la polémique, Banque Populaire annonce deux semaines plus tard se retirer du Vendée Globe 2024.
En mars 2023, le bateau est racheté par le navigateur britannique Alex Thomson pour son équipe,. Le 20 avril 2023, Crémer et le groupe L'Occitane annoncent leur partenariat, en vue de louer le bateau racheté par Thomson pour l'édition 2024.

## Engagements et vie privée
Elle vit à Locmiquélic avec son mari et leur fille née en novembre 2022. En juin 2025, elle annonce attendre un deuxième enfant[réf. nécessaire].
Clarisse Crémer est marraine de l'Association Lazare aux côtés de son époux Tanguy Le Turquais, lui aussi navigateur professionnel. L'association milite pour l'aide et la ré-insertion sociale de personnes sans-abri.

## Palmarès
- 2016 : 7e : Championnat de France Espoir sur Pile Poil 902 (P3)

- 2017 :
  - vainqueur de la Mini-Fastnet avec Erwan Le Draoulec sur Émile Henry 895 (P3)
  - vainqueur de la Transgascogne sur TBS / Pile Poil 902 (P3)
  - 2e de la Mini Transat sur TBS / Pile Poil 902 (P3)
  - 2e du Championnat de France Espoir

- 2018 :
  - 14e de la Transat AG2R avec Tanguy Le Turquais sur Everial[39]
  - 3e de la Mini-Fastnet avec Erwan Le Draoulec sur Shaman-Banque du Léman 903 (P3)

- 2019 :
  - 29e de la Solitaire Urgo Le Figaro sur Everial[40]
  - 3e de la Fastnet Race, classe Imoca avec Armel Le Cléac'h sur Banque populaire X[16]
  - 6e de la Transat Jacques-Vabre, classe Imoca avec Armel Le Cléac'h sur Banque populaire X[17]

- 2020 : 12e de la Vendée-Arctique-Les Sables d'Olonne sur Banque populaire X

- 2020-2021 : 12e du Vendée Globe sur Banque populaire X ; record du meilleur temps féminin du tour du monde sans escale (87 jours 2 heures 24 minutes et 25 secondes en mer)[19]

- 2023, sur L'Occitane en Provence :
  - 6e de la Rolex Fastnet Race, classe Imoca avec Alan Roberts sur L'Occitane en Provence
  - 10e sur 33 Imoca dans les 48 Heures du Défi Azimut, avec Alan Roberts[41]
  - 9e sur 40 inscrits, de la Transat Jacques-Vabre avec Alan Roberts, en 13 j 0 h 50 min 0 s
  - 12e sur 32 inscrits, du Retour à la Base en 11 j 4 h 29 min 36 s
- 2025, sur L'Occitane en Provence :
  - 11e du Vendée Globe en 77 j 15 h 34 min 28 s[42],[43]

## Décoration
- Chevalière de l'ordre du Mérite maritime (2024)[44]

## Dans la culture
Les aventures de Clarisse Crémer durant le Vendée Globe 2020 sont relatées dans le roman graphique J'y vais mais j'ai peur : Journal d'une navigatrice, dessiné par Maud Bénézit et publié aux éditions Delcourt en 2023,. Cette BD est sélectionnée pour le prix Des Livres à l'Ouest 2024.